# Hyvinge tingsrätt
Hyvinge tingsrätt (finska: Hyvinkään käräjäoikeus) var en tingsrätt i Finland som låg under Helsingfors hovrätt. Tingsrätten hade kansli i Hyvinge som också var tingsrättens enda sammanträdesplats. Före 1 april 2014 tillhörde tingsrätten domkretsen för Kouvola hovrätt.
Tingsrätten omfattade kommunerna Hausjärvi, Hyvinge, Loppis, Nurmijärvi och Riihimäki.
Tingsrätten bildades den 1 december 1993 men omfattade då endast kommunerna Hyvinge och Nurmijärvi. Större delen av Riihimäki tingsrätt (förutom Janakkala kommun) införlivades den 1 januari 2010 i enlighet med Statsrådets förordning om tingsrätternas domkretsar 410/2008 den 12 juni 2008 och Statsrådets förordning om ändring av statsrådets förordning om tingsrätternas domkretsar (1771/2009) den 29 december 2009.
Från och med 1 januari 2019 blev Hyvinge tingsrätt en del av Östra Nylands tingsrätt.